# Místní dráha (Předlitavsko)
Místní dráhy, označované také jako dráhy sekundární či lokální nebo jako místní železnice, představovaly železniční tratě nižšího významu, které sloužily k zajištění dopravy v menších obcích a odlehlejších regionech, v období Rakousko-Uherska. V současné terminologii jde o analogii regionálních drah.
Rozvoj místních drah začal až po dokončení páteřní sítě hlavních železničních tratí kolem roku 1873, které propojovaly velká města na českém území. Stát tehdy začal podporovat výstavbu těchto méně významných tratí, aby rozšířil železniční dopravu i do méně přístupných oblastí, zajistil jejich propojení s hlavními trasami a podpořil rozvoj regionů.
Jelikož mnoho soukromých železničních společností mělo problém dosáhnout zisku i na hlavních tratích, stát musel nabídnout podporu, aby podnítil výstavbu méně lukrativních lokálních drah. Místní dráhy proto získaly různé výhody v podobě nižších bezpečnostních a technických požadavků, daňových úlev a dalších usnadnění, které reflektovaly jejich nižší dopravní význam. První místní dráhou, která využila těchto výhod, byla v roce 1875 tzv. loketská dráha, jejíž zvláštní koncesní podmínky byly upraveny zákonem č. 57/1875 ř. z. a provoz na této dráze byl zahájen 15. října 1877. 

## Zákon č. 56/1880 ř. z. a rozmach místních drah
Do roku 1880 byly zmiňované výhody udělovány vždy pro konkrétní místní dráhy. Dne 25. května 1880, byl přijat zákon č. 56/1880 ř. z., který vytvořil obecný právní rámec pro výstavbu místních drah a zahrnoval úlevy, jež byly doposud udělovány individuálně. Tento zákon zahrnoval například přiměřené nedodržování bezpečnostních a provozních předpisů, daňové úlevy, zproštění povinnosti dopravy pošty zdarma, zjednodušené přípravné řízení nebo zproštění od kolků a poplatků.
Tato jednotná právní úprava vedla k výraznému nárůstu zájmu soukromých železničních společností o stavbu místních drah. Současně byla účinnost zákona díky svému úspěchu a rostoucí poptávce po nových místních tratích prodloužena až do roku 1887. Výstavba místních drah tak přispěla k zahuštění železniční sítě a umožnila lepší dostupnost dopravy i v méně osídlených regionech, což mělo pozitivní dopady na rozvoj a ekonomickou integraci venkovských oblastí.